# 김소영 (미스코리아)
김소영(1980년 6월 3일~)은 대한민국의 2004년 미스코리아 진(眞)이다. 현재 사단법인 문화나눔 초콜릿의 이사로 활동중이다.